# Maureen Dowd
Pour les articles homonymes, voir Dowd.
Maureen Dowd, née le 14 janvier 1952 à Washington, D.C. aux États-Unis, est une éditorialiste au quotidien américain The New York Times et lauréate du Prix Pulitzer en 1999 pour ses articles sur l'affaire Monica Lewinsky (ou Monicagate) et la tentative de destitution du président William « Bill » Clinton. Elle est renommée pour ses papiers caustiques au style irrévérencieux et ironique.

## Biographie
Maureen Dowd est la cinquième enfant d'une famille irlando-américaine catholique dont le père travaille pour la police municipale. En 1973, elle obtient un bachelor en littérature anglaise de l'Université catholique d'Amérique (Washington, District of Columbia) et est engagée, en tant que secrétaire, au quotidien Washington Star avant d'y devenir journaliste. À la suite de la faillite du Star en 1981, elle intègre le grand hebdomadaire Time Magazine ; puis part rejoindre le New York Times en tant que journaliste de la section municipale en 1983. Elle occupera la place laissée vacante par l'éditorialiste Anna Quindlen, partie pour Newsweek, en 1995. Quindlen et Dowd écrivent parfois des articles ensemble sur des thèmes féministes.
Dowd réfute appartenir à une quelconque chapelle politique, même si certains observateurs la classent comme progressiste. Elle tient une rubrique ironique, remplie d'humour caustique, autant pour le gouvernement de George W. Bush que pour celui de Clinton en son temps. Ses positions politiques lui ont valu d'être un peu isolée au NY Times après le réalignement médiatique qui a suivi les attentats du 11 septembre 2001.[réf. nécessaire]
En 2004, Maureen Dowd a publié chez Putnam un recueil de ses éditoriaux : Bushworld: Enter at Your Own Risk (non traduit en français).
Lors de la campagne pour l'élection présidentielle américaine de 2016, elle publie The Year of voting dangerously chez Hachette Book.